# Klwatka Królewska
Klwatka Królewska – wieś w Polsce położona w województwie mazowieckim, w powiecie radomskim, w gminie Gózd. Ma status sołectwa.

## Części wsi
| SIMC    | Nazwa      | Rodzaj    |
| ------- | ---------- | --------- |
| 0621133 | Figielów   | część wsi |
| 0621140 | Górki      | część wsi |
| 0621156 | Stara Wieś | część wsi |
| 0621162 | Tomaszów   | część wsi |

## Etymologia

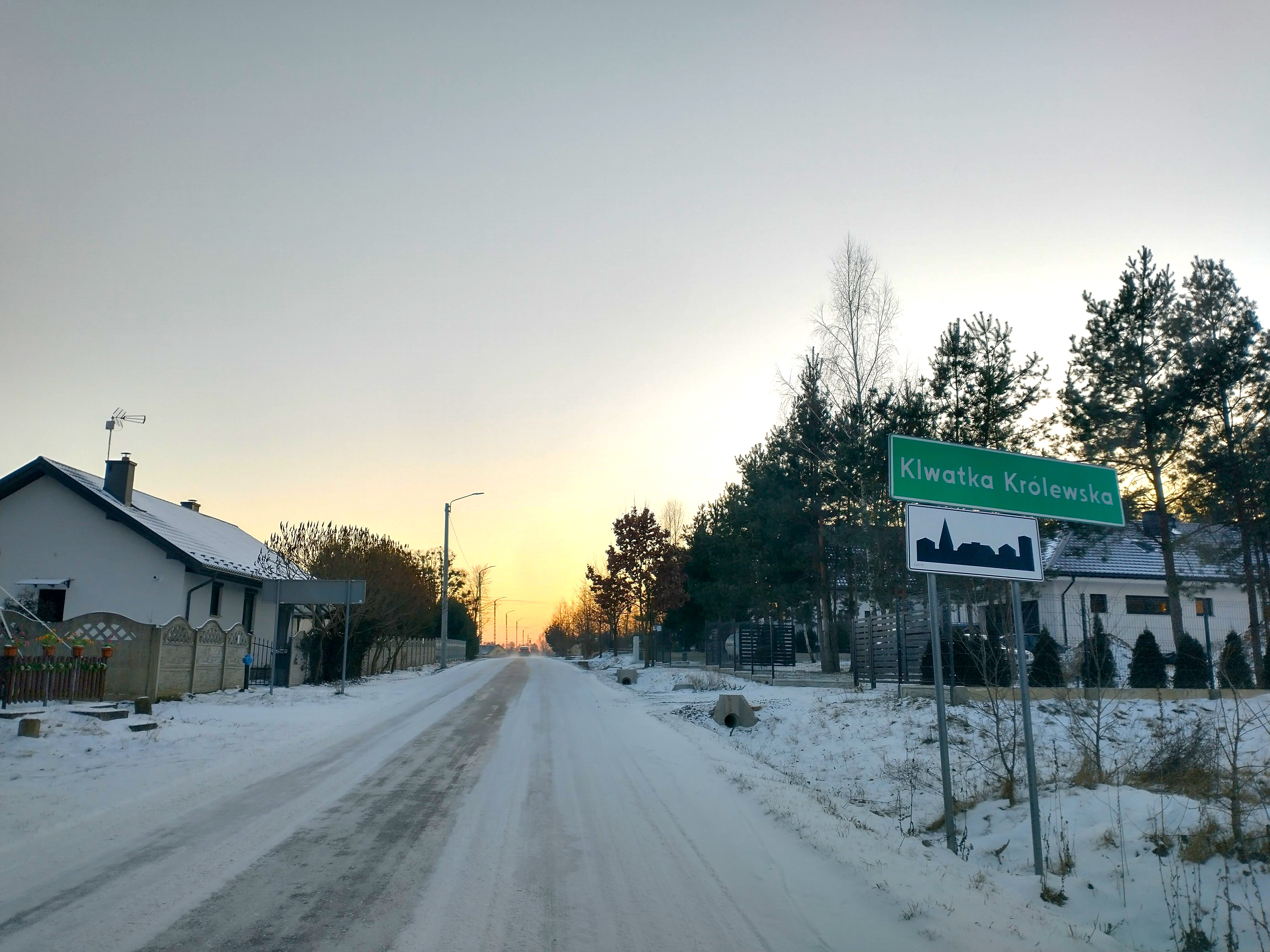
Fragment wsi od północy

Etymologia nazwy jest prawdopodobnie puszczańska, gdyż staropolskie słowo "klwać" oznacza kąsać, gryźć, dziobać albo wyszarpywać kłami. W tym kontekście nazwa Klwatka to fragment terenu "wyszarpany" ("wygryziony") puszczy. 

## Historia

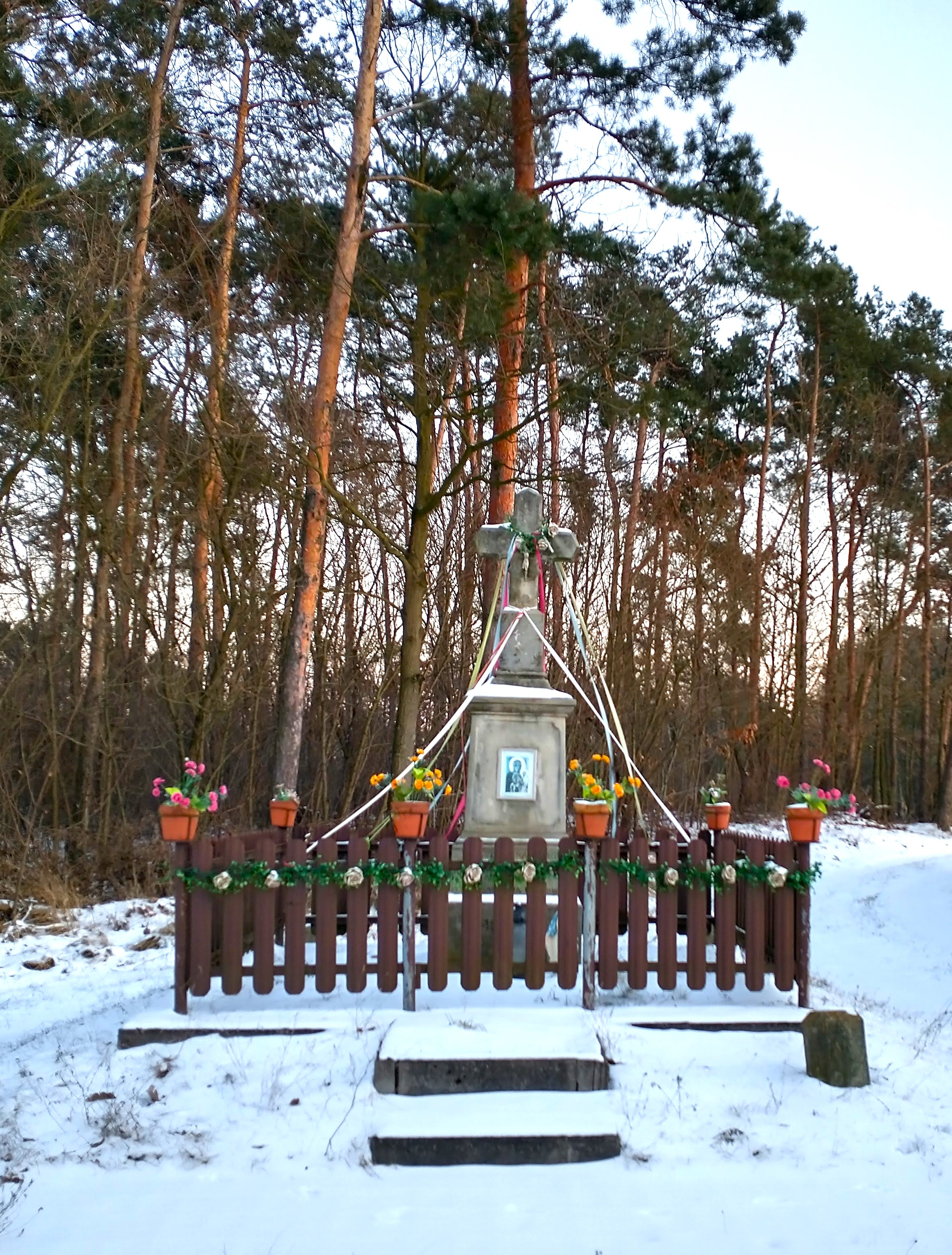
Kapliczka przydrożna

Wieś mogła powstać podczas kolonizacji Puszczy Kozienickiej po najazdach mongolsko-tatarskich (druga połowa XIII wieku). Potem (najpewniej w trzeciej lub czwartej ćwierci XIV wieku) została przeniesiona na prawo niemieckie. W 1565 we wsi istniał folwark, zamieszkiwało dziesięciu kmieci gospodarujących na pięciu łanach, funkcjonował młyn i dwa stawy (świadczą o tym zapisy w lustracji dóbr królewskich województwa sandomierskiego, ponieważ osada położona była w drugiej połowie XVI wieku w powiecie radomskim województwa sandomierskiego).
Dzierżawcą wsi był wówczas Andrzej Myszkowski. W 1569 wieś należała do dóbr królewskich stanowiąc uposażenie burgrabiego zamku radomskiego, Jana Modrzewskiego. Istniał tu nadal folwark, żyło siedmiu kmieci gospodarując na około 12-13,5 hektarach ziemi. W 1665 królewszczyznę dzierżawił Bernard Gozdecki, a jej podnajemcami byli od 1643 Jakub Szumowski i Ewa Kadłubska. We wsi żyło podówczas ośmiu kmieci na ¼ łana każdy, na dalszych trzech łanach nie było gospodarza. Oprócz tego działał folwark, młyn oraz działała trójka zagrodników. Pod koniec XVII wieku wieś najprawdopodobniej dzierżawił Wojsławic Stanisław Gembarzewski herbu Abdank lub Ogończyk. Od jego spadkobierców okoliczne dobra zakupił w 1754 Michał Antoni Latalski herbu Prawdzic wywodzący się z Latalic, a po nim Jadwiga z Korytowskich Latalska, późniejsza małżonka Tomasza Sulerzyckiego herbu Junosza. W 1784 dziedzic Ignacy Latalski sprzedał swoje dobra Wiktorynowi Gorzkowskiemu herbu Tarnawa. W 1789 w miejscowości stał murowany, trzypokojowy dwór z zabudowaniami towarzyszącymi i folwarcznymi, browar, karczma i nieczynny młyn. Ostatnim dzierżawcą królewszczyzny był Tomasz Sulerzycki (po 1795 dobra królewskie zarekwirowane zostały przez zaborcę austriackiego).
W 1827 we wsi stało dziewiętnaście domów i zamieszkiwało 137 mieszkańców. W 1864 miejscowość należała do powiatu radomskiego (gmina Kuczki), a dziedzicami byli tu Władysław i Katarzyna Duninowie, jak również Petronela Dunin. Po 1867 wieś została podzielona na trzy części: 
- Klwatka Królewska Wieś (42 gospodarstwa na 428 morgach, przysiółek Tomaszów z pięcioma gospodarstwami na 61 morgach),
- Klwatka Królewska A (w 1880: 25 domów, 182 mieszkańców gospodarujących na 232 morgach, folwark na 218 morgach),
- Klwatka Królewska B (14 domów, 138 mieszkańców gospodarujących na 161 morgach, dwór i folwark)[8].

W latach 1955 - 73 Klwatka Królewska była siedzibą Gromadzkiej Rady Narodowej. W latach 1954–1972 wieś należała i była siedzibą władz gromady Klwatka. W latach 1975–1998 miejscowość administracyjnie należała do województwa radomskiego.
Wierni Kościoła rzymskokatolickiego należą do parafii św. Andrzeja Boboli w Małęczynie.